# آنتونیو دیویس
آنتونیو دیویس (انگلیسی: Antonio Davis؛ زاده ۳۱ اکتبر ۱۹۶۸) یک بازیکن بسکتبال اهل ایالات متحده آمریکا است. از باشگاه‌هایی که در آن بازی کرده‌است می‌توان به ایندیانا پیسرز، پاناتینایکوس یونان، و المپیا میلان اشاره کرد.